# ليو فري

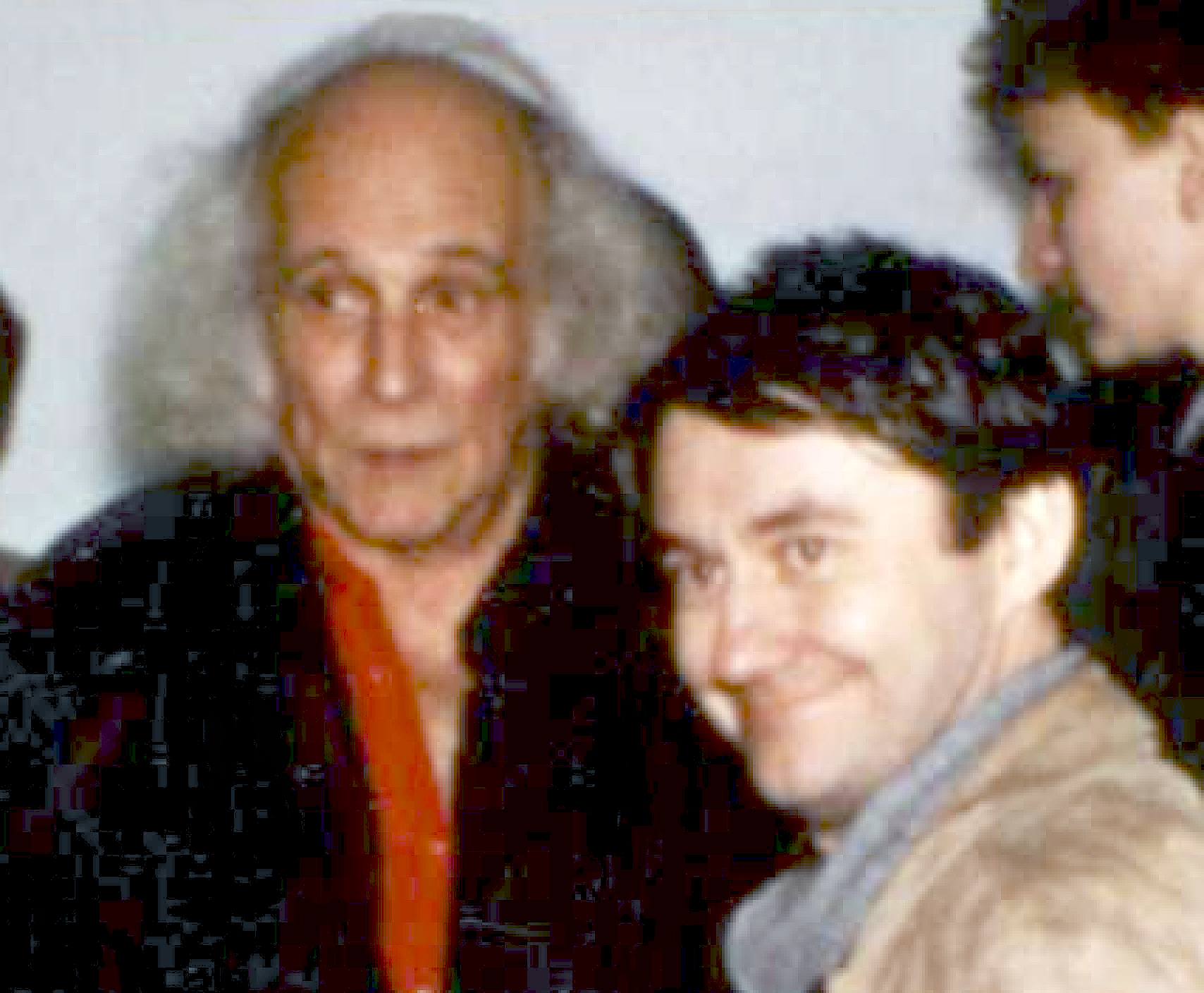
ليو فري في آخر أيامه

أحد عمالقة الأغنية الفرنسية ويعتبر من أقرب المغنين لقلوب الفرنسيين ولد في 24 أغسطس 1916 في موناكو اسمه الكامل ليو البر شارل أنتوان فري أمضى صغره ودراسته الثانوية في موناكو أبوه كان صاحب كازينو وأمه خياطة إيطالية بدأ مشواره سنة 1946 في باريس بعد تخرجه من المعهد العالي للموسيقى

## طفولته
عاش طفولة هادئة في عائلة محافظة حيث كان يرتاد الكنيسة كل أحد لتلقي الدروس والمواعظ

## تعاطفه مع الثورة الجزائرية
كان جد متعاطف مع الثوار الجزائريين وخاصة المهاجرين حيث كون فرقة موسيقية معهم أيام الثورة ليدعمهم

## اللون الغنائي
كان يؤدي الأغنية الهادئة والملتزمة والحزينة في أغلب الأحيان

## انهمار الدموع أثناء الغناء
كانت دموعه تسيل في الكثير حين يؤدي الكثير من الأغاني الحزينة على المسرح ما يجعل الجمهور يتفاعل ويبكي وأشهر أغنية بكى فيها solutude التي تخكي عن الوحدة

## وفاته
توفي في 14 جويلية 1993 في توسكانيا في إيطاليا بعد مرض طويل ودفن في موناكو وحضر جنازته الآلاف من محبيه وعشاقه منهم الرئيس شيراك والشخصيات المشهورة

## أشهر أغانيه
```
L'île Saint-Louis
```

La chanson du scaphandrier
```
Barbarie
 

L'inconnue de Londres
```

Le Bateau Espagnol
```
À Saint-Germain-des-Prés
 

La vie d'artiste
```

Flamenco de Paris
1. Les forains

Monsieur Tout-Blanc
L'esprit de famille'

## روابط خارجية
- ليو فري على موقع IMDb (الإنجليزية)
- ليو فري على موقع ميوزك برينز (الإنجليزية)
- ليو فري على موقع أول ميوزيك (الإنجليزية)
- ليو فري على موقع ديسكوغز (الإنجليزية)
- ليو فري على موقع قاعدة بيانات الفيلم (الإنجليزية)